# Lars Matton
Lars Andreas Bertilsson Matton (ur. 25 grudnia 1924 w Sztokholmie, zm. 16 września 2004 tamże) – szwedzki żeglarz, olimpijczyk.
Na regatach rozegranych podczas Letnich Igrzysk Olimpijskich 1948 wystąpił w klasie Swallow zajmując 4. pozycję. Załogę jachtu Chance tworzył z nim Stig Hedberg.